# Maria-sama ga Miteru
Maria-sama ga Miteru (Japans voor de heilige maagd Maria waakt over ons) is een Japanse animeserie over een groep katholieke schoolmeisjes en hun vriendschap. Er zijn vier seizoenen van de serie geproduceerd. Alle seizoenen worden uitgebracht onder licentie van het animebedrijf RightStuf.

## Inleiding
'Lilian Jogakuen' (Lilian High School-- equivalent van de laatste drie jaren van het middelbaar onderwijs) is een katholieke meisjesschool in Tokyo. De school heeft een unieke traditie, het zogenaamde 'zustersysteem' (Sœur System). Een meisje uit het tweede of derde jaar (equivalent van het 5de en 6de middelbaar) kan een meisje uit een jonger jaar kiezen dat ze wenst te begeleiden tijdens haar schoolcarrière. De oudere leerlinge zal aan haar jongere schoolgenoot een rozenkrans aanbieden, dat het meisje kan accepteren of weigeren. Als de rozenkrans wordt geaccepteerd, wordt het jongere meisje de 'petite sœur' van het oudere meisjes, dat normaal gezien dan als 'onee-sama' (oudere zus) aangesproken wordt.
Formeel kan een meisje dat in haar tweede jaar zit zowel een 'onee-sama' als een 'petite sœur' hebben.

## Het verhaal
Het verhaal begint als Yumi (de hoofdpersoon) 's ochtends op school de stille en mysterieuze Sachiko ontmoet, die ze diep van binnen bewondert. Deze knoopt haar sjaaltje steviger aan en raadt haar aan om zich netjes te kleden. Yumi schaamt zich dat ze er slordig bij liep, maar is blij dat ze met Sachiko heeft kunnen praten. Later die dag komt ze een medeleerling (Takeshima Tsutako) tegen die een foto heeft getrokken van Yumi's ontmoeting met Sachiko. Yumi wil de foto graag van haar krijgen, maar Tsutako wil de foto alleen afstaan als Yumi aan Sachiko vraagt of ze de foto voor de jaarlijkse schoolexhibitie van de fotoclub mag gebruiken. Omdat Sachiko lid is van de 'Yamayurikai', de studentenraad van de school, gaat Yumi diezelfde dag nog naar het speciale gebouw van de studentenraad, de 'Bara no Yakata' (letterlijk, het rozenhuis). Door allerlei omstandigheden vraagt Sachiko haar prompt of ze haar 'petite sœur' wil worden. Yumi weigert, waardoor er een hele reeks gebeurtenissen volgt. Uiteindelijk vraagt Sachiko nog een keer of Yumi haar jongere zus wil worden; deze keer accepteert Yumi. Hierdoor wordt ze ook lid van de Yamayurikai.
Het verdere verhaal volgt de ontwikkeling van de sœur-relatie van Yumi en Sachiko, alsook gebeurtenissen met andere leden van de Yamayurikai.

## Karakters

### Rosa Chinesis
Youko is de onee-sama van Sachiko en wordt vaak aangesproken als Rosa Chinesis.
Sachiko is een zwijgzaam mysterieus meisje dat Yumi gebruikte om het schoolbal te organiseren. Later beseft ze dat ze zelf ook om Yumi geeft. Haar bijnaam is Rosa Chinesis en bouton.
Yumi is de hoofdpersoon. Ze is een verlegen en schuw meisje met diepe bewondering voor Sachiko. Ze wordt de petite soeur van Sachiko.
Touko is een zogenaamde slechterik in het tweede seizoen van deze serie. Ze steekt haar neus in andermans zaken en bemoeit zich met de aanpak van Yumi. Ze zal uiteindelijk door Yumi als haar petite soeur gekozen worden. Ze lijkt ook erg op Yumi.

### Rosa Foetida
Eriko is de onee-sama van Rei en draagt de titel Rosa Foetida.
Rei is de onee-sama van Yoshino. Ze is tevens haar oudere nicht en woont in dezelfde buurt als zij. Over Yoshino is ze nogal moederlijk en is vaak bang dat haar iets overkomt. Rei zit op een Kendo-club en ziet er nogal jongensachtig uit. Ze heeft de titel Rosa Foetida en Bouton.
Yoshino is de petite soeur van Rei en haar kleine nichtje. Ze heeft een zwakke lichaambouw, maar kan nogal temperamentvol reageren op onrecht. Ze houdt er niet van dat Rei haar zo bemoedert en dingen verbiedt.

### Rosa Gigantea
Sei is de onee-sama van Shimako en is de lolbroek en plaaggeest van de groep. Ze is vrolijk, ondeugend en houdt ervan om Yumi lekker aan het schrikken te maken of om haar voor de gek te houden. Met haar petite soeur Shimako heeft ze een serieuzere band. Ze draagt de titel Rosa Gigantea.
Shimako is het blond gekrulde meisje en de petite soeur van Sei. Ze draagt de titel Rosa Gigantea en bouton.
Noriko is de petite soeur van Shimako. Zij en Touko zijn goede vriendinnen van elkaar.

## Kritiek
Deze serie wordt door sommige critici omschreven als lesbisch getint en een schande dat religie en sodomie samen worden gemengd. De bedenker zegt echter dat de serie gaat over vriendschap en begrip hebben voor elkaar.

## Maria-sama ni wa Naisho
De serie Maria-sama ni wa Naisho zijn kleine filmpjes waarin de figuren van Maria-sama ga Miteru als zogenaamde chibi's (miniatuurtjes) in spelen. Hier laten ze de zogenaamde floppers en blunders tijdens de opname van de serie zien. In Japan was dit als soort vermaak tijdens de reclamecommercials bedoeld.
Een andere parodie op Maria-sama ga Miteru is Strawberry Panic.